# Detroit City Football Club
Detroit City FC, é uma agremiação esportiva da cidade de Detroit, Michigan. Atualmente disputa a USL Championship. É carinhosamente chamada pelos torcedores de Le Rouge, por causa da influência francesa na cidade de Detroit.

## História
O clube foi anunciado em 2012 como uma tentativa de trazer de volta o futebol para a cidade de Detroit, que há muitos anos carecia de um time de futebol. A equipe estreiou na NPSL em 2012, chegando as semifinais de conferência, perdendo por 2x0 para o AFC Cleveland. Em 2013 perdeu na decisão da divisão dos grandes lagos para o Erie Admirals SC. No ano seguinte foi eliminado na primeira fase, não chegando aos playoffs. Em 2015 é eliminado na semifinal regional novamente para o AFC Cleveland. Em 2016 a epique não consueguiu chegar aos playoffs.

### NISA
No dia 15 de agosto de 2019, o clube foi anunciado como franquia de expansão da National Independent Soccer Association. Em setembro o time anunciou que montaria um time feminino para disputar a United Women's Soccer (UWS).
Em 2020 o clube conquista a Great Lakes Region da NISA Independent Cup, competição com 15 times organizada pela NISA para compensar o cancelamento da temporada devido a pandemia de COVID-19.

### USL Championship
Em 13 de novembro de 2021, Detroit City anunciou que se juntaria ao USL Championship, que compete no segundo nível do futebol masculino dos EUA.
Lamar US open cup 
No dia 7 de maio de 2024, Detroit city fez história ao eliminar nos pênaltis na segunda rodada o campeão da edição de 2023 o Houston Dynamo

## Clássicos

### Rust Belt Derby
O Rust Belt Derby é um clássico entre Detroit City FC, FC Buffalo e o AFC Cleveland. Os clássicos nos Estados Unidos tem formato de copa e o maior vencedor do clássico do ano recebe uma taça, por isso mesmo tendo três times é considerado um clássico.

## Títulos
Campeão Invicto
| NACIONAIS      | NACIONAIS                       | NACIONAIS | NACIONAIS  |
|                | Competição                      | Títulos   | Temporadas |
| -------------- | ------------------------------- | --------- | ---------- |
| Estados Unidos | NISA Fall Season                | 1         | 2020-21    |
| Estados Unidos | NISA Indepenent Cup Great Lakes | 1         | 2020       |
| Estados Unidos | NPSL Members Cup                | 1         | 2019       |